# Brandon Nolan
Darren (Brandon) Nolan (ur. 18 lipca 1983 w St. Catharines) – kanadyjski hokeista grający na pozycji napastnika (centra).

## Przebieg kariery klubowej
- St. Catharines Falcons (1999-2000)
- Oshawa Generals (2000-2003)
- Manitoba Moose (2003-2004)
- Columbia Inferno (2004)
- Manitoba Moose (2004-2005)
- Columbia Inferno (2005-2006)
- Bridgeport Sound Tigers (2006-2007)
- Växjö Lakers (2007)
- Carolina Hurricanes (2007-2008)
- Albany River Rats (2007-2008)
  -  Carolina Hurricanes (2007-2008)

## Kariera
Brandon Nolan karierę sportową rozpoczął w 1999 roku w juniorskim klubie ligi GHL - St. Catharines Falcons, w którym występował do 2000 roku. Następnie reprezentował barwy klubów lig OHL, AHL i ECHL: Oshawa Generals (2000-2003), dwukrotnie Manitoba Moose (2003-2004, 2004-2005), dwukrotnie Columbia Inferno (2004, 2005-2006) i Bridgeport Sound Tigers (2006-2007). Następnie wyjechał do Szwecji grać w klubie ligi Hockeyallsvenskan - Växjö Lakers, jednak po kilku miesiącach wrócił za ocean, gdzie podpisał kontrakt z klubem ligi AHL Albany River Rats.
21 grudnia 2007 roku przeszedł do klubu ligi NHL – Carolina Hurricanes, by zastąpić kontuzjowanego Chada LaRose'a. Debiut w lidze NHL zaliczył dnia 22 grudnia 2007 roku w meczu domowym z Tampa Bay Lightning. Mecz zakończył się zwycięstwem Huraganów 4:1, a Nolan zdobył w tym meczu także swój jedyny punkt w lidze NHL, zaliczając w 18. minucie wraz z Mattem Cullenem asystę przy bramce Andrew Ladda. Jednak dnia 28 grudnia 2007 roku wrócił do Albany River Rats, by wkrótce ponownie zagrać w barwach Huraganów, w których dnia 12 stycznia 2008 roku rozegrał swój ostatni mecz w lidze NHL, gdy jego podejmowała na wyjeździe Colorado Avalanche, a mecz zakończył się zwycięstwem gospodarzy 5:4.
Jednak po sezonie 2007/2008 Nolan z powodu kontuzji w wieku zaledwie 25 lat zakończył sportową karierę. Łącznie w lidze NHL rozegrał 6 meczów, zaliczając 1 asystę.

## Statystyki
| 1999-2000                           | St. Catharines Falcons              | GHL                                 | 47  | 18 | 13  | 31  | 10  | –   | –  | – | – | –  | –  | –  | –  | –  |
| 2000-2001                           | Oshawa Generals                     | OHL                                 | 52  | 15 | 23  | 38  | 21  | –   | –  | – | – | –  | –  | –  | –  | –  |
| 2001-2002                           | Oshawa Generals                     | OHL                                 | 57  | 30 | 28  | 58  | 78  | –46 | 8  | 0 | 3 | 5  | 2  | 4  | 6  | 4  |
| 2002-2003                           | Oshawa Generals                     | OHL                                 | 58  | 36 | 52  | 88  | 57  | +1  | 13 | 2 | 0 | 13 | 10 | 7  | 17 | 4  |
| 2003-2004                           | Manitoba Moose                      | AHL                                 | 48  | 7  | 10  | 17  | 18  | –6  | 3  | 0 | 3 | –  | –  | –  | –  | –  |
| 2003-2004                           | Columbia Inferno                    | ECHL                                | 19  | 5  | 10  | 15  | 38  | +2  | 1  | 0 | 1 | 3  | 0  | 1  | 1  | 17 |
| 2004-2005                           | Manitoba Moose                      | AHL                                 | 48  | 4  | 8   | 12  | 16  | +8  | 1  | 0 | 1 | –  | –  | –  | –  | –  |
| 2005-2006                           | Manitoba Moose                      | AHL                                 | 18  | 3  | 8   | 11  | 10  | +1  | 0  | 0 | 0 | –  | –  | –  | –  | –  |
| 2005-2006                           | Columbia Inferno                    | ECHL                                | 43  | 20 | 31  | 51  | 94  | –10 | 6  | 2 | 3 | –  | –  | –  | –  | –  |
| 2006-2007                           | Bridgeport Sound Tigers             | AHL                                 | 40  | 9  | 13  | 22  | 59  | –7  | 3  | 0 | 0 | –  | –  | –  | –  | –  |
| 2006-2007                           | Växjö Lakers                        | Hockeyallsvenskan                   | 19  | 6  | 10  | 16  | 44  | –7  | 3  | 0 | 0 | –  | –  | –  | –  | –  |
| 2007-2008                           | Albany River Rats                   | AHL                                 | 48  | 22 | 26  | 48  | 72  | +8  | 3  | 0 | 0 | –  | –  | –  | –  | –  |
| 2007-2008                           | Carolina Hurricanes                 | NHL                                 | 6   | 0  | 1   | 1   | 0   | –2  | 0  | 0 | 0 | –  | –  | –  | –  | –  |
| Razem w GHL (1 sezon)               | Razem w GHL (1 sezon)               | Razem w GHL (1 sezon)               | 47  | 18 | 13  | 31  | 10  | –   | –  | – | – | –  | –  | –  | –  | –  |
| Razem w OHL (3 sezony)              | Razem w OHL (3 sezony)              | Razem w OHL (3 sezony)              | 177 | 81 | 103 | 184 | 156 | –53 | 21 | 2 | 3 | 18 | 12 | 11 | 23 | 8  |
| Razem w ECHL (2 sezony)             | Razem w ECHL (2 sezony)             | Razem w ECHL (2 sezony)             | 62  | 25 | 41  | 66  | 132 | –8  | 7  | 2 | 4 | 3  | 0  | 1  | 1  | 17 |
| Razem w Hockeyallsvenskan (1 sezon) | Razem w Hockeyallsvenskan (1 sezon) | Razem w Hockeyallsvenskan (1 sezon) | 19  | 6  | 10  | 16  | 44  | –7  | 3  | 0 | 0 | –  | –  | –  | –  | –  |
| Razem w AHL (5 sezonów)             | Razem w AHL (5 sezonów)             | Razem w AHL (5 sezonów)             | 202 | 45 | 65  | 110 | 175 | +4  | 10 | 0 | 3 | –  | –  | –  | –  | –  |
| Razem w NHL (1 sezon)               | Razem w NHL (1 sezon)               | Razem w NHL (1 sezon)               | 6   | 0  | 1   | 1   | 0   | –2  | 0  | 0 | 0 | –  | –  | –  | –  | –  |

## Po zakończeniu kariery
Brandon Nolan po zakończeniu kariery zaangażował się w działalność charytatywną oraz podejmował różne prace:
- Doradca ds. stosunków społeczności i klientów z Ishkonigan Incorporated alternatywnej firmy zajmującej się rozstrzyganiem sporów w Akwesasne w prowincji Ontario
- Skaut hokeja w Rochester Americans
- Analityk badań z Assembly of First Nations
- Współzałożyciel i dyrektor ds. rozwoju biznesu z 3NOLANS, szkoły hokejowej Indian kanadyjskich
- Wiceprezes ''The Ted Nolan Foundation w Garden River

Brandon Nolan ukończył studia w kierunku administracja i marketing na Durham College.

## Życie prywatne
Brandon Nolan pochodzi z plemienia Odżibwejów (ze strony ojca) oraz Malecite (ze strony matki) – Indian kanadyjskich. Jest synem hokeisty, trenera - Teda Nolana i Sandry. Ma brata Jordana (ur. 1989) - również hokeistę.